# زينتلو
زينتلو هي قرية في مقاطعة أذر شهر، إيران. عدد سكان هذه القرية هو 306 في سنة 2006.